# منزل حوتر (الشعر)

تعديل مصدري - تعديل

منزل حوتر هي إحدى قرى عزلة مقنع بمديرية الشعر التابعة لمحافظة إب، بلغ تعداد سكانها 103 نسمة حسب تعداد اليمن لعام 2004.